# César García (basquetebolista)
César García, (Caracas, 23 de fevereiro de 1982) é um basquetebolista venezuelano que atualmente joga pelo Cocodrilos de Caracas disputando a Liga Profesional de Baloncesto de Venezuela. O atleta possui 1,75m e atua na posição armador. Defendendo a Seleção Venezuelana, participou da inédita conquista da Copa América de 2015 na Cidade do México que credenciou a Venezuela ao Torneio Olímpico nos Jogos Olímpicos de Verão de 2016.